# Office central pour l'émigration juive
L'Office central pour l'émigration juive (Reichszentrale für jüdische Auswanderung), situé à Berlin, était le service central chapeautant des institutions nazies qui visent à expulser les Juifs dans les zones sous contrôle du IIIe Reich. Il existait trois agences : à Vienne, à Prague et à Amsterdam. Ces organismes sont créés par le régime nazi pour accélérer l'émigration des Juifs d'Autriche, puis d'Allemagne et de Tchécoslovaquie devenue protectorat de Bohême-Moravie, à compter de mars 1939 , en les dépouillant de l'essentiel de leurs biens.

## Histoire
L'Office central pour l'émigration juive à Vienne, situé Prinz Eugen Strasse 22, est ouvert en automne 1938 par Adolf Eichmann. Il voyait dans ce service nouveau créé par le régime nazi un moyen de simplifier les procédures administratives fastidieuses qui attendaient les Juifs d'Autriche quand ils essayaient de quitter le pays.
L'objectif de ses activités, correspondant à l'horizon fixé par Hermann Göring , est de rendre Vienne Judenfrei (" libre de Juifs ") en 1942. La politique d'émigration nolens volens connaît une accélération après la nuit de cristal de novembre 1938. Adolf Eichmann, désireux d'accélérer le départ des juifs présents dans les territoires contrôlés par les nazis, instaure un dispositif efficace pour augmenter la cadence. L'idée est non seulement de « faciliter » l'émigration des Juifs aisés, mais aussi de faire financer par ceux-ci, via des taxes confiscatoires, le départ de tous les Juifs d'Autriche.

J'ai dit immédiatement : c'est comme une fabrique automatique, disons comme un moulin à blé relié à une boulangerie. À l'entrée, vous envoyez un Juif qui possède encore des biens ainsi que, disons, une usine ou un magasin ou un compte bancaire ; il traverse le bâtiment entier, de comptoir en comptoir, de bureau en bureau - et à sa sortie, il n'a plus d'argent, il n'a plus de droits, il n'a plus qu'un passeport où il est écrit : Vous devez quitter le pays sous deux semaines et, si vous restez malgré tout, vous finirez dans un camp de concentration.

Tous les organismes allemands (publics ou privés) liés à l'émigration juive devaient compter un représentant à l'Office central, qui rendait compte de ses activités diverses à l'Office Central de la Sécurité de l'Empire allemand à Berlin.
L'Office central finançait cette émigration en prenant l'argent des Juifs fortunés pour expulser les autres.
Le « modèle de Vienne » permet de rationaliser l'ensemble des politiques de spoliation et de contrôle de l'émigration. Son succès débouche le 24 janvier 1939 sur la création à Berlin de l'Office central du Reich pour l'émigration juive (Reichszentrale für Jüdische Auswanderung), sous l'autorité de Reinhard Heydrich, compétent pour l'émigration des juifs résidents au sein de l'Empire à Berlin. L'Office était chargé d'utiliser tous les moyens à sa disposition pour pousser les Juifs à émigrer et il devait aussi se coordonner avec les organismes juifs, désireux de faire partir au plus les juifs d'Allemagne, puis de l'Autriche et enfin de la Tchécoslovaquie, totalement conquise par l'Allemagne nazie à compter du 15 mars 1939 et qui deviendra, jusqu'en 1945 le "protectorat de Bohême-Moravie", structure allemande gérant la Tchécoslovaquie envahie.
Un autre bureau ouvre à Prague compétent pour faire évacuer les juifs de Tchécoslovaquie à compter de mars 1939 et le dernier bureau sera mis en place à Amsterdam à la fin du mois de mars 1941pour les Pays-Bas, afin d'expulser les juifs hollandais.
En mai 1939, la moitié des Juifs d'Autriche a quitté l'Autriche envahie depuis l'Anschluss et les deux-tiers en septembre de la même année. Lors de la conférence de Wannsee, le 20 janvier 1942, Heydrich, qui a supervisé les activités des différentes bureaux de l'Office central pour l'émigration juive, « se prévalut d'avoir présidé à l'émigration forcée de 537 000 personnes entre janvier 1933 et octobre 1941, date officielle de la fermeture des frontières de l'Europe nazie à l'émigration des Juifs. »